# Astronia laevis
Astronia laevis är en tvåhjärtbladig växtart som beskrevs av J.F. Maxwell. Astronia laevis ingår i släktet Astronia och familjen Melastomataceae. Inga underarter finns listade i Catalogue of Life.